# Apocalypse (album de Gazo)
Pour les articles homonymes, voir Apocalypse (homonymie).
Albums de Gazo
KMT
(2022)
Apocalypse est le premier album studio du rappeur français Gazo sorti le 29 novembre 2024 sous les labels BSB Productions, Epic Records et Sony Music France.

## Genèse
En juin 2024, lors de son concert avec Tiakola aux Solidays, Gazo porte un t-shirt avec l'inscription « XX/10/24 », accompagnée des mots « NEW PROJECT », teasant un projet pour le mois d'octobre 2024.
Le 23 octobre 2024, il sort Pop, premier extrait d'Apocalypse, en featuring avec La Mano 1.9.
Le 24 octobre 2024, il annonce la sortie de son album Apocalypse pour le 29 novembre 2024.
Le 8 novembre 2024, il sort Probation, second extrait du projet.
Le 13 novembre 2024, lors de son entretien avec Mouloud Achour pour CliqueTV, Gazo annonce les featurings de ce projet : Offset, Orelsan, Jul, Morad, Yamê, Fally Ipupa et La Mano 1.9,.
Le 14 novembre 2024, Gazo dévoile la tracklist du projet sur ses réseaux sociaux.
Entre le 15 et le 28 novembre, Gazo parcourt sept petites salles de France, comme La Cigale de Paris ou Le Transbordeur de Lyon, afin d'interpréter ses classiques et certains titres de cet album en exclusivité. Les acheteurs d'un pack premium de l'album sur le site du rappeur reçoivent un billet pour accéder aux différents "showcase & listening party", seule possibilité de s'y rendre.

## Accueil commercial
En 24 heures, l'album cumule 6,17 millions de streams uniquement sur Spotify, ce qui en fait le meilleur démarrage français de l'année sur la plateforme.
Apocalypse se hisse à la première place du Top Albums du SNEP avec 40 683 exemplaires vendus en une semaine.
Le titre Nanani Nanana devient à sa sortie le morceau de rap français le plus écouté en une journée sur Spotify, avec 1.2 million de streams. Il obtient ensuite le meilleur démarrage de l'année pour un single en France avec 10 millions de streams en une semaine[réf. souhaitée]. Après onze jours seulement, il est certifié or, soit le plus rapide de l'année en France. À noter que le morceau a buzzé sur les réseaux sociaux, notamment TikTok, avant la sortie de l'album grâce à des extraits de ses listenong parties, où le public en connaissait les paroles par cœur.

## Liste des pistes
| Apocalypse | Apocalypse                    | Apocalypse        | Apocalypse                            | Apocalypse | Apocalypse | Apocalypse | Apocalypse | Apocalypse | Apocalypse |
| No         | Titre                         | Auteur            | Compositeur(s)                        | Durée      |            |            |            |            |            |
| ---------- | ----------------------------- | ----------------- | ------------------------------------- | ---------- | ---------- | ---------- | ---------- | ---------- | ---------- |
| 1.         | Toki                          | Gazo              | Flem                                  | 3:26       |            |            |            |            |            |
| 2.         | Encore plus fort elle aime ça | Gazo              | Outlaw Beats                          | 3:02       |            |            |            |            |            |
| 3.         | La belle et la bête           | Gazo              | Boumidjal, HoloMobb                   | 3:14       |            |            |            |            |            |
| 4.         | Selele (feat. Fally Ipupa)    | Gazo, Fally Ipupa | Big Nas, Gabriel                      | 3:17       |            |            |            |            |            |
| 5.         | Nanani Nanana                 | Gazo              | Flem, Boya Blunt                      | 3:37       |            |            |            |            |            |
| 6.         | Pure Codei (feat. Yamê)       | Gazo, Yamê        | Flem                                  | 4:04       |            |            |            |            |            |
| 7.         | Wemby (feat. Offset)          | Gazo, Offset      | Angelgoat                             | 3:00       |            |            |            |            |            |
| 8.         | Birthday (feat. Jul)          | Gazo, Jul         | Prince 85, Boumidjal                  | 3:33       |            |            |            |            |            |
| 9.         | Probation                     | Gazo              | SHK                                   | 3:39       |            |            |            |            |            |
| 10.        | Fiesta (feat. Morad)          | Gazo, Morad       | Boumidjal, HoloMobb                   | 2:56       |            |            |            |            |            |
| 11.        | Optimale (feat. Orelsan)      | Gazo, Orelsan     | Shiruken Music                        | 3:04       |            |            |            |            |            |
| 12.        | Wayans                        | Gazo              | Flem, SHK, Rayane Beats, Tarik Azzouz | 2:36       |            |            |            |            |            |
| 13.        | Sévice                        | Gazo              | Flem, SHK, Rayane Beats, Sherko       | 3:29       |            |            |            |            |            |
| 14.        | Pop (feat. La Mano 1.9)       | Gazo, La Mano 1.9 | SHK, ALX                              | 3:36       |            |            |            |            |            |
| 15.        | Iluv                          | Gazo              | Flem                                  | 2:26       |            |            |            |            |            |
| 48:59      |                               |                   |                                       |            |            |            |            |            |            |

## Titres certifiés en France
- Nanani Nanana  Diamant
- Probation  Platine
- Pop (feat. La Mano 1.9)  Or

## Clips vidéos
- Pop (feat. La Mano 1.9) : 23 octobre 2024
- Probation : 8 novembre 2024
- Fiesta (feat. Morad) : 1er décembre 2024

## Classements et certifications

### Certifications et ventes
| Région                         | Certification | Ventes/Streams |
| ------------------------------ | ------------- | -------------- |
| France (SNEP)                  | Platine       | 100 000*       |
| *Ventes selon la certification |               |                |